# Red Faction (seria)
Red Faction – seria gier komputerowych z gatunku FPS wyprodukowanych przez Volition, Inc., a wydanych przez firmę THQ.

## SeriaRed Faction
- Red Faction – 22 maja 2001
- Red Faction II – 15 października 2002
- Red Faction: Guerrilla – 2 czerwca 2009
- Red Faction: Battlegrounds – 5 kwietnia 2011
- Red Faction: Armageddon – 7 czerwca 2011
- Red Faction: Guerrilla Re-Mars-tered – 3 lipca 2018

## Film
4 czerwca 2011 został wydany film Red Faction: Origins w reżyserii Michaela Nankina, w Polsce również pod tytułem Czerwona Frakcja.